# Briggsia humilis
Briggsia humilis är en tvåhjärtbladig växtart som beskrevs av K.Y. Pan. Briggsia humilis ingår i släktet Briggsia och familjen Gesneriaceae. Inga underarter finns listade i Catalogue of Life.